# بالتازار (بازیکن فوتبال، زاده ۱۹۲۶)
اوسوالدو دا سیلوا  با نام مستعار بالتازار (پرتغالی: Baltazar; ۱۴ ژانویهٔ ۱۹۲۶ – ۲۵ مارس ۱۹۹۷) بازیکن فوتبال اهل برزیل بود.
از باشگاه‌هایی که در آن بازی کرده‌است می‌توان به باشگاه فوتبال کورینتیانس اشاره کرد.
وی همچنین در تیم ملی فوتبال برزیل بازی کرده‌است.